# Charles Sedelmeyer
Charles Sedelmeyer, né le 30 avril 1837 à Vienne (Autriche), et mort le 9 août 1925 à Paris, est un marchand d'art, critique d'art et éditeur autrichien naturalisé français en 1895, l'un des plus grands collectionneurs et galeristes entre la fin du XIXe siècle et le début du XXe siècle.

## Biographie

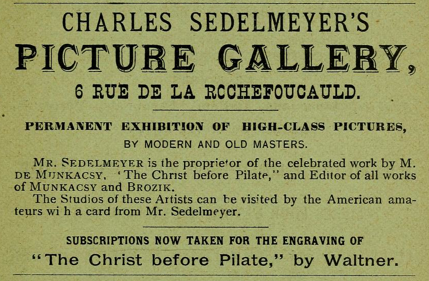
Publicité pour les galeries Sedelmeyer (Paris) destinée aux acheteurs américains (Palmer's European pocket guide, New York, 1882).

Issu d'un milieu modeste, arrivé très tôt sur le marché de l'art en autodidacte, Charles Sedelmeyer, âgé de 17 ans, commença sa carrière de marchand de tableaux en 1854 à Vienne. Il y épousa vers 1860, Thérèse Brünner, issue d'une famille foncière des environs dont il aura cinq filles. Il se rend souvent à Paris et parvient à convaincre les collectionneurs viennois d'investir dans les représentants de l'école de Barbizon.
Peu avant la trentaine et du fait de la guerre austro-prussienne, il vend sa collection et s'installe à Paris, en 1866, dans un petit local situé rue du Faubourg-Montmartre. Il se fait d'abord une réputation internationale en constituant une partie de la collection de l'industriel viennois du textile Jakob Gsell, lequel à sa mort en 1871, laissa plus de 600 tableaux. Sedelmeyer ne perd pas le lien avec Vienne : durant ses premières années, sa galerie parisienne devient un tremplin pour de nombreux artistes austro-hongrois installés à Paris, dont Mihály Munkácsy qu’elle représenta de manière exclusive pendant dix ans. Ses affaires avec son concurrent, Goupil & Cie, suggère que, dans les années 1870 et 1880, Sedelmeyer recruta principalement son écurie d’artistes autrichiens auprès de ce marchand. Munkácsy lui achète des toiles et fera un de ses portraits aujourd'hui conservé à la Galerie nationale hongroise de Budapest.
Vers la fin des années 1870, il se lie d'amitié avec Wilhelm von Bode, qui va se révéler être un expert entre autres de Rembrandt et de Jan van Goyen, alors peu à la mode. Sedelmeyer et lui vont réussir à trouver et vendre des toiles des maîtres hollandais à de grands musées, dont la Gemäldegalerie de Berlin. Il a durant ces années-là comme assistant le peintre paysagiste Eugen Jettel. En 1887, Sedelmeyer s'attaque au marché américain, et tente de vendre au Metropolitan Museum of Art de New York une partie de sa collection de maîtres hollandais, mais l'accord ne se fait pas.
Parmi ses autres grandes ventes de cette époque, on compte les 1er et 4 juillet 1889 celles de la collection d'Eugène Secrétan, au cours desquelles fut présenté le célèbre Angélus de Jean-François Millet, qui donna lieu à une véritable bataille entre acheteurs. Georges Petit et Antonin Proust l'emportèrent pour 553 000 francs-or : à l'origine, ce tableau avait été payé 1 800 francs au peintre par Alfred Feydeau. Cette vente constitua longtemps un record pour une toile moderne et le montant extravagant fut dénoncé par la presse de droite comme de gauche.
Sedelmeyer devint à la fin du siècle propriétaire de l'hôtel particulier de Madame de Sancy, dame d'honneur de l'impératrice Eugénie situé au no 6, rue de La Rochefoucauld à Paris, qu'il annexa au no 4 bis de la même rue, où il fit construire une galerie d'art, décrite comme étant « un hôtel princier de style Premier Empire » qui servait toutes ses activités : l’achat et la vente de peintures de maîtres anciens haut de gamme, la publication de somptueux livres et estampes, l’organisation de ventes aux enchères et d’expositions d’artistes vivants plus ou moins établis. En 1885, Sedelmeyer consacre une grande exposition des toiles du peintre James Tissot. En juin 1890, il assure la vente de la collection du sénateur belge Prosper Crabbe (1827-1889).
En 1893, Sedelmeyer et Bode imaginent de publier le catalogue raisonné de l'œuvre peint de Rembrandt : cette somme de huit volumes sera présentée en partie achevée durant l'exposition universelle de 1900 à Paris et se verra couronnée ; elle avait nécessité plus de 600 photographies. Le marchand vit passer par sa galerie au cours de sa carrière près de cent œuvres attribuées au maître hollandais. Sur ce total, seulement 50 % des toiles répertoriées par Bode s'avèrent aujourd'hui authentiquement de Rembrandt, du fait des travaux menés par des experts disposant de nouveaux moyens d'analyses. En février 1912, une querelle éclata entre experts de Rembrandt, et Sedelmeyer n'hésita pas à racheter lui-même les tableaux estimés douteux : comme par exemple La Femme adultère, attribuée seulement à l'école de Rembrandt. Le marchand avait de toute évidence choisi d’attribuer un maximum de peintures au maître. Il n’est pas surprenant de voir que la majorité des œuvres considérées comme inauthentiques de nos jours sont celles qui ont fait surface sur le marché surchauffé de la longue et remarquable carrière de Sedelmeyer,.
Sedelmeyer alimentait en œuvres d'écoles anciennes les riches collectionneurs, dont des Américains, comme le banquier John Pierpont Morgan, à qui il vendit La Madone Colonna de Raphaël, et Peter A. B. Widener (1834–1915), ou encore Jules Porgès et André Groult. En 1893, le peintre Tito Lessi est invité par la galerie Sedelmeyer où il exposera ses œuvres de 1893 à 1896, c'est aussi en 1893 que Sedelmeyer rachète le château d'Ambleville, qu'il restaurera à grands frais en y faisant installer un théâtre, des cheminées et des balcons vénitiens.
Le 8 septembre 1894, Sedelmeyer vend pour 50 400 florins à Jules Porgès un tableau de Rembrandt qu'il ne possédait pas mais que son propriétaire s'était engagé à vendre : un procès s'ensuivit que le galeriste remporta. La même année, il organise une exposition de peintures anglaises comprenant notamment diverses œuvres de Turner. Il publia ensuite une série d'études fondatrices sur l'école anglaise de peinture (XVIIIe siècle).
Sedelmeyer achète bon nombre de ses tableaux à l'hôtel Drouot pour le compte d'Henri Heugel auquel il revend Le Jubilé de Jan Steen le 18 février 1895, le jour même de l'acquisition. Il est naturalisé français par décret le 11 mars.

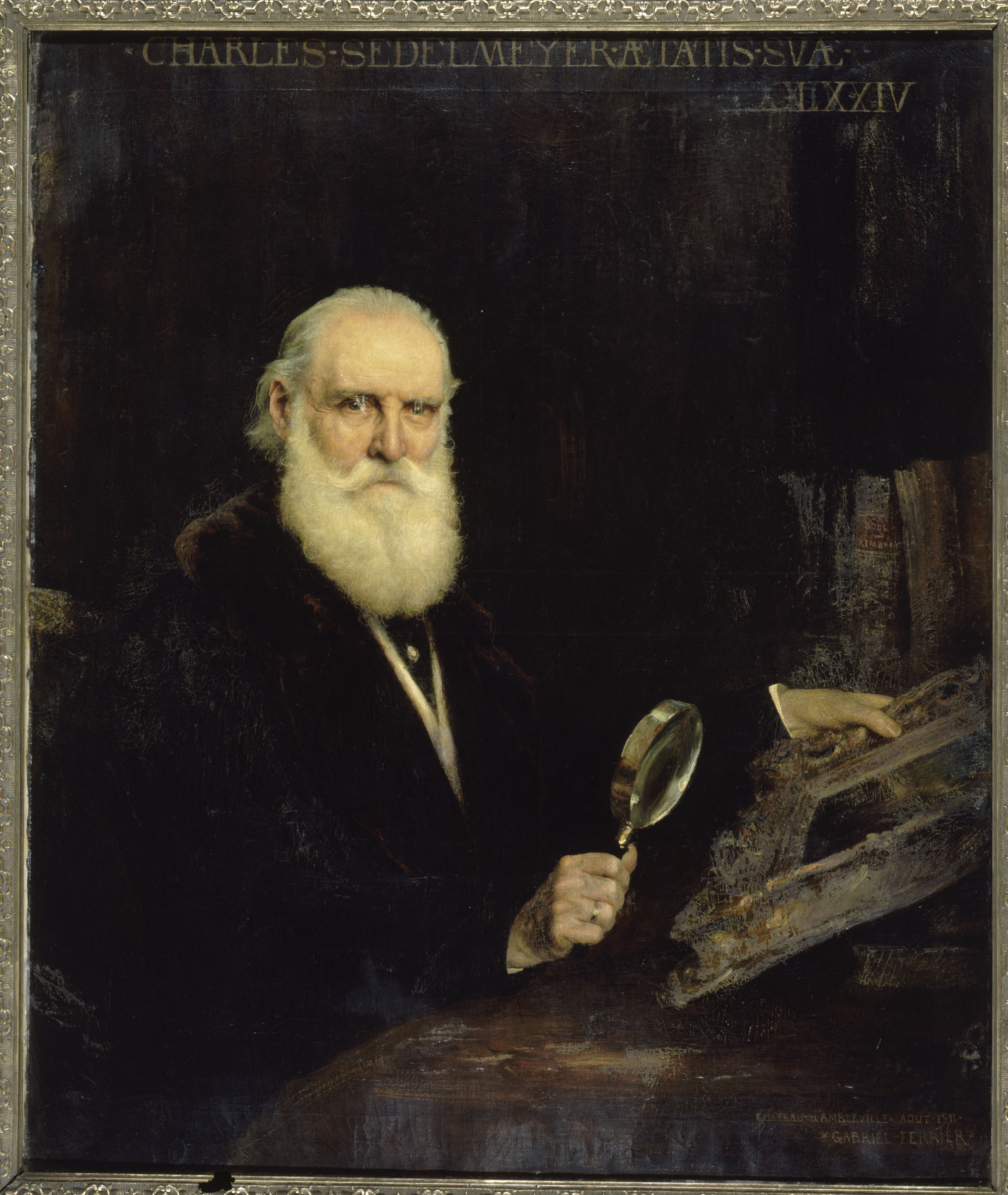
Gabriel Ferrier, Portrait de Charles Sedelmeyer, huile sur toile, 1911, musée Carnavalet, Paris

En 1901, sa galerie abrita l'exposition intitulée « Tableaux des maîtres des écoles anciennes exposés au profit de l'orphelinat des Arts ».
Particulièrement affecté à la suite du décès de son épouse, il décide de liquider la quasi-totalité de sa collection en quatre séries de ventes historiques étalées entre mai et juin 1907, avec le commissaire-priseur Paul Chevallier au marteau assisté de l'expert Jules Féral, puis se retire du marché de l'art.
Il meurt le 9 août 1925 à Paris et est inhumé dans la même ville au cimetière de Montmartre.
Une de ses filles, Émilie, avait épousé le sculpteur Stanislas Lami et une autre, Hermine, le peintre Václav Brožík.
Le musée du Petit Palais à Paris conserve un portrait de Sedelmeyer (1911) par le peintre Gabriel Ferrier.
Son nom apparaît dans le catalogue de la seconde vente de tableaux des écoles du Nord extraits de l'importante collection Adolphe Schloss, composée en 1939 de 333 œuvres spoliées par les nazis en 1943, partiellement retrouvées et restituées aux héritiers, à Paris en 1951.

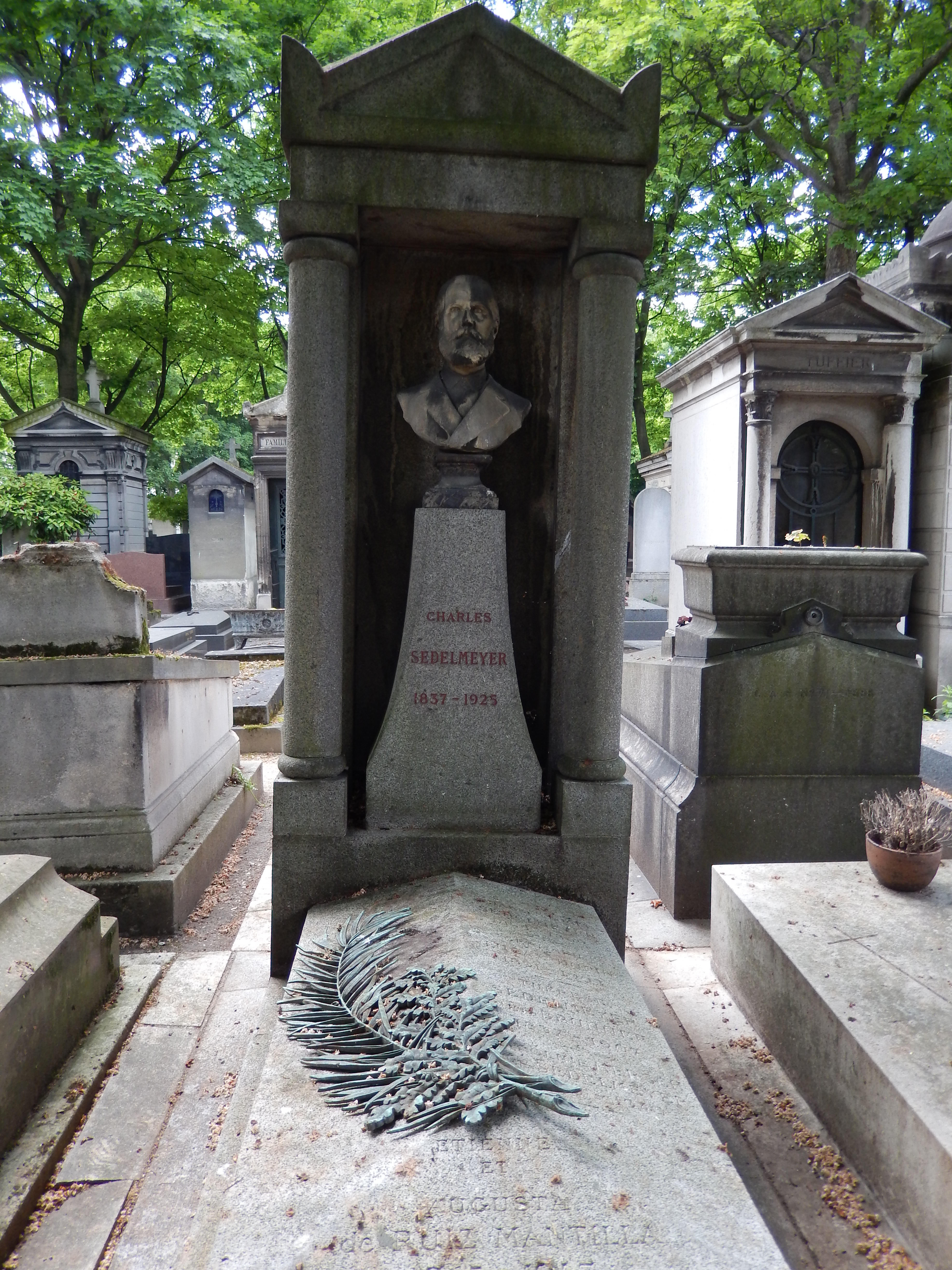
Tombe de Charles Sedelmeyer à Paris au cimetière de Montmartre (division 28).

## Publications
- Hôtel Drouot, Vente Sedelmeyer, comprenant des tableaux modernes des écoles française et étrangères, joints à ceux des galeries de San Donato et de San Martino, 1877.
- Galerie Sedelmeyer et Germain Bapst, Catalogue de l'exposition de Marie-Antoinette et son temps, chez Chamerot et Renouard, 1894.
- Wilhelm von Bode, Rembrandt, 8 volumes, en collaboration avec Cornelis Hofstede de Groot, Paris, Sedelmeyer, 1897-1905.
- Catalogues de la vente Sedelmeyer, préface de Léon Roger-Milès, Paris, 1907 :
  - Tableaux composant la Collection Ch. Sedelmeyer, première vente, comprenant les tableaux des écoles anglaise et française ;
  - Tableaux composant la Collection Ch. Sedelmeyer, deuxième vente, comprenant les tableaux de l'école hollandaise du XVIIe siècle ;
  - Tableaux, composant la collection Ch. Sedelmeyer, troisième vente, comprenant les tableaux des écoles flamande, italienne, espagnole et des maîtres primitifs ;
  - Collection Ch. Sedelmeyer, quatrième vente, comprenant les tableaux, aquarelles et dessins de l'école moderne et des dessins anciens.

## Dans la littérature
Le critique Léon Roger-Milès (1907) rapporte qu'on le surnommait « l'empereur de l'art ».
Dans son Arsène Lupin gentleman de la nuit (1983), Jean-Claude Lamy évoque au chapitre III intitulé « Mensonges et vérités d'une vente aux enchères » la personne du marchand Sedelmeyer auquel il donne un rôle ainsi qu'à sa galerie.
Dans Bel-Ami[réf. nécessaire] de Guy de Maupassant, le personnage de M. Walter est sans doute inspiré du marchand Sedelmeyer. En effet, dans ce récit, Walter, à la tête d'une importante fortune, achète Jésus marchant sur les flots, une toile d’un dénommé « Karl Marcowitch » qu’il expose dans son hôtel particulier, à l'instar de Sedelmeyer qui fit de même avec le tableau de Mihály Munkácsy, Le Christ devant Pilate.